# Antonio Chabret y Fraga
Antonio Chabret y Fraga (Sagonte 28 mai 1846 - Sagonte 4 septembre 1907) est un historien spécialisé dans l'Histoire de la ville de Sagonte en Espagne.

## Biographie
Il étudie la philosophie et les sciences humaines au Seminario Metropolitano de Valence, puis la médecine à l'Université de Valence. Au séminaire, il établit une relation amicale avec Roque Chabás avec qui, il partage plus tard, un penchant pour les études historiques.
Il exerce à la fois la profession de médecin à Sagonte et étudie l'histoire des villes de sa comarque en rassemblant une bibliographie et des collections archéologiques étendues.
En 1888, il publie son Historia de Sagunto, préfacé par Teodor Llorente et qui lui vaut l'admission à l'académie royale d'histoire.
Il publie plus tard de nombreuses études et monographies sur des questions locales et rédige ensuite le livret de l'opéra El fantasma de Salvador Giner, sorti en 1900.

## Ouvrages
- (es) Antonio Chabret y Fraga, Sagunto : su historia y sus monumentos, 1888.
- (es) Antonio Chabret y Fraga, Nomenclator de las calles, plazas y puertas antiguas y modernas de la ciudad de Sagunto, 1901, 93 p..
- (es) Jaume Roig (préf. Antonio Chabret y Fraga), Spill o « Libre de les dones », Madrid, Librería de M. Murillo, coll. « Bibliotheca hispánica », 1905, 448 p..
- (es) Antonio Chabret y Fraga, Historia del Convento de Religiosas del Pie de la Cruz y Santa Ana de Sagunto, 75 p..
- (es) Antonio Chabret y Fraga, Vías romanas de la provincia de Castellón de la Plana, 54 p..

## Annexe